# Place Jean-Paul-Riopelle
La Place Jean-Paul-Riopelle est une place de Montréal, au Québec, située dans le Quartier international de Montréal en face du Palais des congrès de Montréal.

## Situation et accès
Ce lieu de détente et de contemplation dans l'imposant Quartier international de Montréal est bordé au nord par l'avenue Viger, au sud par la rue Saint-Antoine. À l'est se trouve le Palais des congrès de Montréal et à l'ouest, le Centre CDP Capital.
Au nord, un bassin met en valeur l'œuvre de Jean Paul Riopelle intitulée La Joute et dont l'élément central est une fontaine aux jets d'eau changeants. Un cercle de feu s'allume à la surface de l'eau les soirs d'été. Cette œuvre était antérieurement installée au Stade Olympique de Montréal depuis 1976.

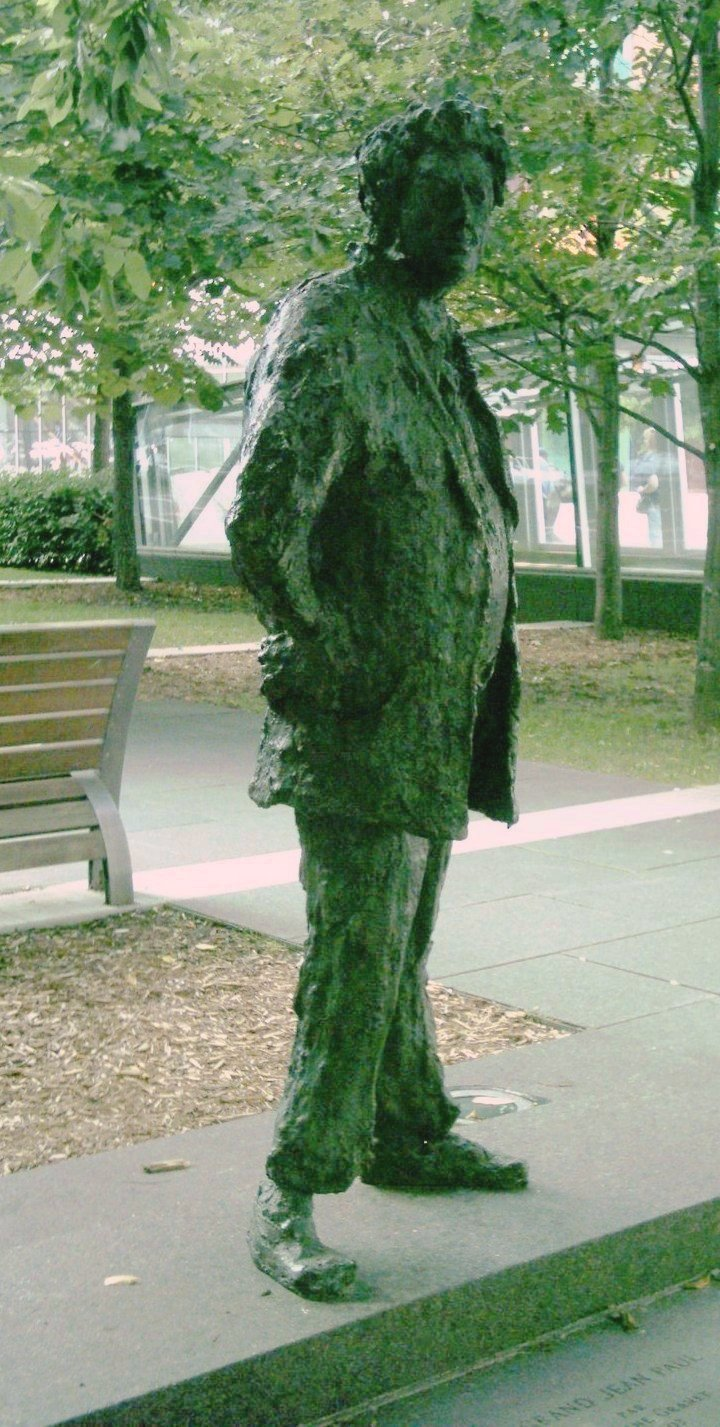
Le Grand Jean-Paul
par Roseline Granet 2003

## Origine du nom
Elle porte le nom du peintre, graveur et sculpteur québécois Jean Paul Riopelle (1923-2002).

## Historique
Cette place publique créée en 2004 comporte également une forêt urbaine qui présente 88 arbres, provenant de 11 essences de l’érablière à Caryer (forêt typique de la région de Montréal). Ces arbres matures s’inscrivent sur une trame aléatoire rappelant les circuits imprimés d’un ordinateur. Au sol, des caniveaux projettent lumière et brume lors des animations de fin de soirée de « La Joute ».
Une sculpture de l'artiste Roseline Granet représentant Jean Paul Riopelle (titrée Le Grand Jean-Paul) est plantée à travers les arbres à l'entrée sud.

## Bâtiments remarquables et lieux de mémoire
- Tables